# Осипов, Николай Петрович (музыкант)
Никола́й Петро́вич О́сипов (1901—1945) — советский музыкант-балалаечник, педагог, дирижёр, руководитель Оркестра народных инструментов, с 1946 года носящего его имя; заслуженный артист РСФСР (1940).

## Биография
Родился 15 (28) января 1901 года в Санкт-Петербурге, в семье старшего делопроизводителем Отделения личного состава и общих дел Государственной канцелярии Государственного Совета Петра Николаевича Осипова (1871—1927), который впоследствии служил юрисконсультом акционерного общества «Вольта», заместителем начальника по местным заготовкам в Народном комиссариате путей сообщения и в Госстрахе. Мать — Татьяна Васильевна Осипова (1876—1937), уроженка Одессы, была домохозяйкой.
Первые уроки игры на балалайке Николай получил от дворника С. Г. Соколова, ученика самого В. В. Андреева. Затем Осипов учился у участника Великорусского оркестра (ныне Государственный академический русский оркестр имени В. В. Андреева) — А. М. Дыхова, выступая также в этом коллективе. Позже окончил Санкт-Петербургскую консерваторию по классу скрипки профессора Э. Э. Крюгера.
С 1922 года жил в Москве, выступал на заводах, фабриках и в воинских частях. Поддерживал дружеские отношения с М. М. Ипполитовым-Ивановым, Р. М. Глиэром, С. Н. Василенко; концертировал вместе с артистами В. И. Качаловым и Н. П. Смирновым-Сокольским. С 1928 года был солистом Московской филармонии. В 1930—1940 годах занимался педагогической деятельностью — вел класс балалайки в Московском музыкально-педагогическом училище им. Октябрьской революции. С 1940 года — художественный руководитель и дирижёр Государственного оркестра народных инструментов, которому после смерти Осипова было присвоено его имя.
Жил в Москве в Столовом переулке, 4; на улице Герцена, 31; в Подсосенском переулке, 15. Умер 9 мая 1945 года в Москве. Похоронен на Ваганьковском кладбище (7 уч.).

## Память
Кроме оркестра народных инструментов имя Н. П. Осипова носит Детская музыкальная школа в Москве. В 2007 году в школе открылся музей Николая Петровича Осипова, которым заведует заслуженный артист РФ — Людмила Владимировна Сидорова.

## Семья
- Брат — Дмитрий Петрович Осипов (1909—1954), дирижёр и музыкальный педагог[6].
- Брат — Сергей Петрович Осипов (1905—1948), военный лётчик. Сестра — Мария Петровна Осипова (1899—1927).
- Жена — Наталья Всеволодовна Осипова (в девичестве Пересвет, 1902—1962).